# Eragrostis interrupta
Eragrostis interrupta är en gräsart som beskrevs av Ambroise Marie François Joseph Palisot de Beauvois. Eragrostis interrupta ingår i släktet kärleksgrässläktet, och familjen gräs. Inga underarter finns listade i Catalogue of Life.